# Catolicismo político
O catolicismo político é uma concepção sobre uma visão de mundo política e cultural que promove as ideias e doutrinas sociais da Igreja Católica (Doutrina Social da Igreja) na esfera pública (ver também democracia cristã).

## O início do catolicismo político no século XIX
Apesar de ao longo de sua história, especialmente na Idade Média, o catolicismo sempre ter tido uma dimensão política além da religiosa, sendo um exemplo disso o poder político das encíclicas papais, como um movimento ele começou com os prussianos católicos na segunda metade do século XIX como uma reação aos conceitos sociais do liberalismo. O principal motivo foi a tentativa do chanceller Otto von Bismarck de limitar a influência da Igreja Católica, primeiro na Prússia, e depois na Alemanha unificada. Essa disputa é conhecida na história como Kulturkampf.
A partir da Alemanha, movimentos sociais do catolicismo politico foram difundidos em outros países germanófonos, particularmente a Áustria, e dali para a Eslovênia e Croácia. Ação Católica era o nome de muitos grupos do laicado católico que estavam tentando encorajar uma maior influência católica na sociedade civil.
Após a encíclica Rerum novarum ("Das Coisas Novas") de 1891 do Papa Leão XIII, os movimentos católicos políticos ganharam um novo impulso para desenvolverem-se, e aumentaram a sua área de atuação. Com essa encíclica, a Igreja Católica expandiu o seu interesse em tópicos sociais, econômicos, politicos e culturais, e ela exigiu uma drástica conversão da sociedade ocidental do século XIX em face das influências liberais. Os crentes católicos, tanto do laicado quanto do clero, tinham um desejo por um engajamento social e político ativo para lidar com aquilo que eles consideravam problemas sociais graves de acordo com os princípios cristãos católicos, em oposição a uma abordagem puramente secular de tais questões.

## Movimentos católicos do século XX
No século XX, os movimentos políticos católicos tornaram-se muito fortes na Espanha, Portugal, Itália, Alemanha, Áustria, Irlanda, França e América Latina. O que esses movimentos tinham em comum era a defesa de supostos direitos adquiridos da Igreja Católica (criticados e contestados por políticos liberais e aqueles que os católicos chamavam de "anticlericais") e a defesa da fé e valores morais católicos (questionados pelo crescimento da secularização). Membros de escolas de pensamento em oposição chamaram tais tentativas de clericalismo.
Esses movimentos católicos desenvolveram várias ideologias relacionadas com a democracia cristã. Muitos criticaram o capitalismo e promoveram o socialismo cristão. Liberais, por promoverem o secularismo, bem como maçons, eram vistos principalmente como inimigos e oponentes veementes do catolicismo político. Movimentos mais conservadores do catolicismo político combateram não apenas o liberalismo e a maçonaria, mas também o espiritismo, o comunismo, o socialismo e o protestantismo. Mais tarde, os grupos ultraconservadores, denominados vulgarmente de tradicionalistas, criticaram e rejeitaram as ideias do Concílio Vaticano II. É por isso que George Orwell, em seu texto “Notes on Nationalism” cita o catolicismo político como uma forma de ideologia (ele chamou-o de "nacionalismo", em um sentido diferente do tradicionalmente empregado ao termo) independente de qualquer outra, por não ser adequada aos conceitos tradicionais de esquerda ou direita, pelo menos nos existentes em países de língua inglesa.
Alguns dos partidos políticos importantes do período inicial foram:
- Partido Católico (Katholieke Partij, Bélgica) – 1869,
- Partido do Centro Alemão (Deutsche Zentrumspartei ou somente Zentrum) – com origens em 1870,
- Partido Social Cristão (Áustria) (Christlichsoziale Partei) – 1893,
- Liga Geral dos Caucus Católicos Romanos (Algemeene Bond van Roomsch-Katholieke Kiesverenigingen, informalmente conhecido como Algemeene Bond, Países Baixos) - 1904, transformado no Partido do Estado Católico Romano em 1926,
- Partido Democrata Cristão (Suíça) (Christlich Demokratische Volkspartei) – 1912,
- Partido Popular Italiano (1919-1926) (Partito Popolare Italiano) – 1919.

Adicionalmente aos partidos políticos, sindicatos católicos foram criados. Os primeiros foram:
- Sindicato dos Trabalhadores Tipógrafos (Sindicato de Obreros Tipógrafos) na Espanha (1897);
- Confederação dos Sindicatos Cristãos (Algemeen Christelijk Vakverbond) na Bélgica (1904);
- União Católica Trabalhadora (Unión Catolica Obrera) no México (1908);
- Federação Internacional dos Sindicatos Cristãos (International Federation of Christian Trade Unions - IFCTO), em Haia em 1920 (que foi precedido pelo Secretariado Internacional dos Sindicatos Cristãos (International Secretariat of Christian Trade Unions) fundado em Zurique em 1908, depois pelo Confederação Mundial do Trabalho (World Confederation of Labour - WCL) até chegar ao a atual Confederação Sindical Internacional (International Trade Union Confederation - ITUC);
- Confederação Francesa dos Trabalhadores Cristão (Confédération française des travailleurs chrétiens) (1919);
- Federação dos Sindicatos Cristãos Luxemburguenses (Fédération des syndicats chrétiens luxembourgeois) (1921);
- Movimento dos Trabalhadores Cristãos (Catholic Worker Movement) nos EUA (de 1933).

Após a Segunda Guerra Mundial, mais sindicatos foram criados, incluindo:
- Confederação Italiana dos Sindicatos de Trabalhadores (Confederazione Italiana Sindacati Lavoratori, de 1950);
- Federação dos Sindicatos Cristãos da Alemanha (Christliche Gewerkschaftsbund, de 1959);
- União Cristã dos Trabalhadores (Christian Workers' Union) no Belize (de 1963);
- Solidarność na Polônia (de 1980).

Até o Concílio Vaticano II, a Igreja não aceitava completamente o modelo da democracia moderna e sua expansão nos domínios econômicos e sociais. Quando os ativistas sociais católicos tornaram-se muito esquerdistas nos conflitos sociais, a hierarquia da Igreja tentou frear os seus excessos; ocasiões em que isso ocorreu incluem o movimento padres-operários na França nas décadas de 1940 e 1950, e a Teologia da libertação na América do Sul nas décadas de 1960, 1970 e 1980. Apesar do falso clichê de que comunistas e social-democratas eram em sua maioria ateístas, esses movimentos provam o contrário, especialmente nos países de maioria católica.
Antes da Segunda Guerra Mundial e em alguns casos na América Latina, como no Brasil, mesmo depois, o clero e o laicado católico frequentemente apoiaram líderes como Francisco Franco, António de Oliveira Salazar e Getúlio Vargas (ele, bem como os políticos com ele alinhados, definiam-se e eram definidos como "anticomunista, antiliberal e anticapitalista", ou seja, estavam alinhados com o catolicismo político), bem como as ditaduras militares na América Latina, que se gabavam ser governos que veiculavam "valores" políticos católicos, como a inclusão de ensino religioso nas escolas públicas.